# Důl Vilém (Krásno)
Důl Vilém je historický hlubinný důl v Krásně v okrese Sokolov v Karlovarském kraji. Dobývání rud cínu a wolframu zde probíhalo na ložisku označovaném jako ložisko Krásno od roku 1916 do roku 1991. Hlavní rudou cínu byl nerost kasiterit, wolframu nerost wolframit. Těžba v rudním revíru Horní Slavkov – Krásno byla ukončena v lednu 1991. Likvidace dolu byla schválena rozhodnutím ze dne 4. dubna 1991. V rámci likvidačních prací byla jáma Vilém uzavřena železobetonovou deskou. Od roku 1995 je areál nadzemních staveb, těžní budova, strojovna a vrátnice dolu, chráněn jako kulturní památka.
Do areálu opuštěného dolu bylo umístěno hornické muzeum Krásno.

## Geologické poměry
Ložisko se nachází ve slavkovském krystaliniku v centrální části Slavkovského lesa. Ložisková oblast zahrnuje dvě hlavní základní části. První částí je komplex metamorfovaných hornin zastoupených zejména rulou, tzv. slavkovskou rulovou krou, která vznikla v proterozoiku před více než 600 milióny lety. Kra je pláštěm druhé části, kterou tvoří podložní žulové horniny karlovarského žulového plutonu. Stáří karlovarského plutonu je nepochybně variské (300–250 miliónů let). Při pronikání žulového magmatu došlo na kontaktu s rulovým pláštěm ke kontaktní i regionální metamorfóze. Došlo k tvorbě nových hornin, ze kterých je z pohledu těžby rud nejvýznamnější greisen. Jeho akumulace jsou zejména v pních, tělesech zvonového tvaru větších či menších rozměrů. Nejvýznamnějšími jsou Hubský a Schnödův peň. Ty byly hlavním předmětem těžby cínových a wolframových rud ložiska Krásno. Při hydrotermálních a pneumatolytických procesech došlo k rozkladu původní žuly a nahrazení živců křemenem v procesu nazývaným greisenisace. Působením horkých roztoků a plynů z lehkých těkavých součástí magmatu došlo k obohacení o rudní minerály cínu a wolframu, které se staly zájmem hornické těžby. Kromě greisenového zrudnění v pních se na ložisku Krásno vyskytují i křemenné žilné formace. Na ložisku Krásno se dolem Vilém dobývala v první fázi především žíla Gellnauer.
Později se přešlo k těžbě na Schnödově pni. Schnödův peň představuje menší ze dvou hlavních elevací ložiska Krásno. Na rozdíl od Hubského pně, který vycházel na povrch, byl menší Schnödův peň přikryt asi 70 metrů mocným pláštěm tvořeným rulami a migmatity slavkovské rulové kry. Oba pně se v hloubce spojují. Zrudnění na Schnödově pni nedosahuje hloubek zrudnění Hubského pně. Vlastní Schnödův peň budují žuly, které přecházejí do greisenu. Žilný systém Gellnauer byl historicky dobýván a jednotlivé žíly dosahovaly mocnosti na svrchních patrech 30–40 cm, v hlubších partiích již jen 5–40 cm.

## Historie těžby a zpracování rud vKrásně
Neví se, kdy se začalo s dobývání cínové rudy kasiteritu ve Slavkovském lese. První písemná zmínka o vývozu cínu z českých zemí je zpráva arabského obchodníka Ibrahima ibn Jakuba z let 965–966. První písemné záznamy obvykle neodpovídají skutečným počátkům. Je možné se domnívat, že rýžováním byl cín získáván již dříve. To samé lze říci i o těžbě primárních ložisek. Písemné doklady chybí, existuje však několik nepřímých hmotných důkazů. Předpokládá se, že část cínových ložisek vycházela na povrch. V základech blatné věže, která se nacházela na místě dnešního sokolovského zámku a je řazena do druhé poloviny 13. století, byly nalezeny greiseny, u kterých byl zkoumáním prokázán původ z Hubského pně z hloubky 80–100 metrů. Nejedná se o nahodilé nálezy, obdobné kameny jsou v základech románské věže loketského hradu i tamní rotundy.
Již od 13. století pronikal český cín na evropské trhy a stal se konkurencí pro dosud dominantní anglický cín. V 16. století se obchodování s cínem soustředilo do Norimberku, Augsburgu a Lipska. V polovině 16. století tento trh ovládal cín z Horního Slavkova a Krásna. Dominantní pozici si udržel do přelomu 16. a 17. století.

### Historie dolu Vilém do roku 1945
V průběhu roku 1916 bylo zahájeno hloubení nové, moderní jámy Vilém (tehdy pod názvem Wilhelm). Plánovaná hloubka jámy byla 160 metrů o raženém průměru 5 metrů. Jako novinka v tehdejší době bylo vybetonování jámového stvolu. Ocelová věž byla vysoká 26 metrů. Šachta byla vybavena jednoetážovou klecí poháněnou těžním vrátkem na elektrický pohon. Na počátku bylo hloubení jámy provedeno do hloubky 110 metrů na úroveň Pluhovy odvodňovací štoly. Intenzivní těžba začala roku 1918, kdy dosáhl důl hloubky 145 metrů a bylo rozfáráno 5. patro. Na úrovni 3., 4. a 5. patra byla těžena žíla Gellnauer. Starší šachta Marie Pomocná byla používána pro dopravu dřeva a pomocného materiálu. Odvodňování dolu Pluhovou štolou bylo z důvodu starších závalů nespolehlivé. K zmáhání a čištění staré Pluhovy štoly se proto využilo dolu Kříž, dříve centrálního dolu na Gellnavském pásmu. Byla vybudována nová elektrická přípojka z elektrárny v Dolním Rychnově. Čerpání důlních vod bylo posíleno o celkem sedm nových vysokotlakých čerpadel o celkovém výkonu 11 600 litrů/min. Byla provedena rekonstrukce staré úpravny, postavené v roce 1907 na místě vyhořelé přádelny a česárny příze. Rozsáhlá investice znamenala prakticky výměnu veškerého zařízení a doplnění technologie úpravy rud o nová moderní zařízení. Technologie rozdružování byla vybavena elektromagnetickou separaci. Ta sloužila k oddělení nemagnetického kasiteritu (rudy cínu), od slabě magnetického wolframitu, rudy wolframu. V procesu flotace byly oddělovány rudy mědi. Příměsi mědi totiž znehodnocovaly následně vytavené kovy cín a wolfram. Rudní koncentráty byly zpracovávány jednak v hutích Neštěmicích (spíše známé jako kovohutě Povrly), jednak v hutích v Rakousku a Německu. Těžená ruda byla dopravována od náraziště šachty Vilém do úpravny důlními vozíky po 200 metrů dlouhém dopravním mostu.
V roce 1919 byly k dolu Vilém připojeny další dolové míry, ale již v roce 1920 byla ukončena těžba a odstavena úpravna. Prováděla se pouze údržba.
Pokus o obnovení těžby se uskutečnil roku 1934, přípravné práce na podzim roku 1934 však probíhaly jen do hloubky 100 metrů, nižší patra byla pod vodou. Po poruše a výpadku hlavního čerpadla došlo k zatopení dolu.
Až do začátku druhé světové války byly všechny doly v Horním Slavkově a Krásně mimo provoz.
Po postoupení pohraničního území nacistickému Německu roku 1938 byl zahájen průzkum s cílem ověřit na Schnödově pni 7 miliónů tun zásob Sn-W, zjištěných průběžným geologickým průzkumem v letech 1934–1938. Důl Vilém, který tou dobou vlastnila anglická společnost, byl konfiskován ve prospěch Německa. Po povinném sloučení s ostatními provozy byl vytvořen velký závod „Fridrich Krupp AG“, v roce 1943 přejmenovaný na „Egerländer Erzbau GmbH Schlaggenwald (Chebské rudné doly Horní Slavkov)“. Firma nebrala na zřetel, že přídomek Schlaggenwald (Horní Slavkov) je matoucí, protož důl se nacházel v Krásně.
Zahájení těžby a zpracování rud dolem Vilém v roce 1941 bylo limitováno nedostatečným prostorem pro ukládání úpravárenských odpadů pro plánovanou roční těžbu a zpracování 80 až 100 tisíc tun rudy. To vedlo k rozhodnutí o vybudování nového komplexu úpravny na jiném místě. Bylo vybráno místo na Hubské výšině nad Hubským pněm. Pro dlouhodobé ukládání úpravárenských odpadů se předpokládalo zasypání malebného Lučního údolí. Stavba nové úpravny byla zahájena v roce 1940, ukončena a do provozu byla uvedena roku 1943. Při stavbě komplexu bylo využito práce válečných zajatců. Informace o jejich počtu se však nedochovaly. Velkým problémem bylo vyřešení způsobu dopravy rudy do nové úpravny. Od šachty Vilém byla do úpravny postavena lanovka s celkovou vodorovnou délkou 1045,5 metrů s výškovým rozdílem 18,2 metrů. Kapacita lanovky byla 37 vozíků/hod. Při dvousměnném provozu to představovalo 100 tisíc tun rudy za rok.

### Historie dolu Vilém po roce 1945

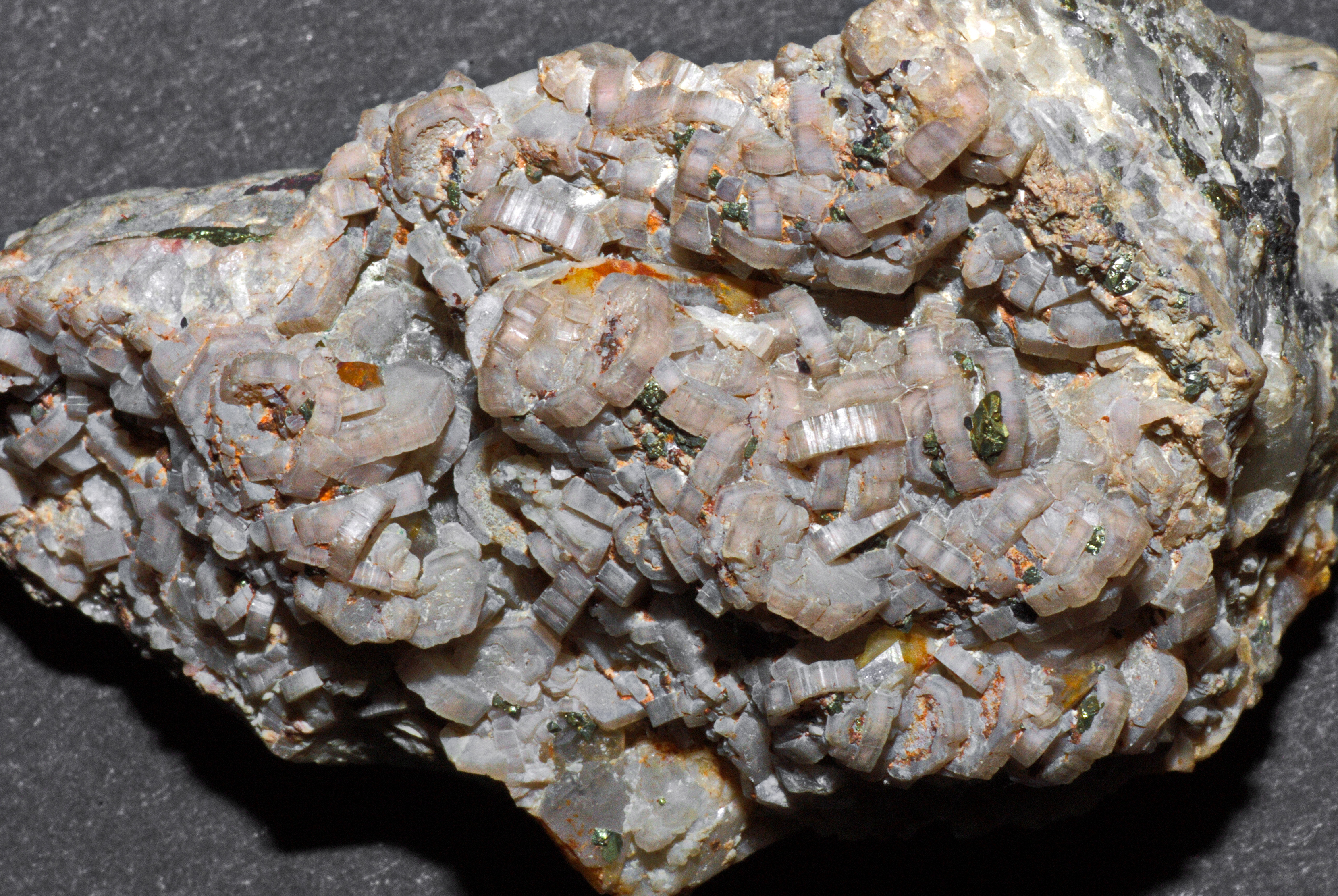
Apatit z dolu Vilém

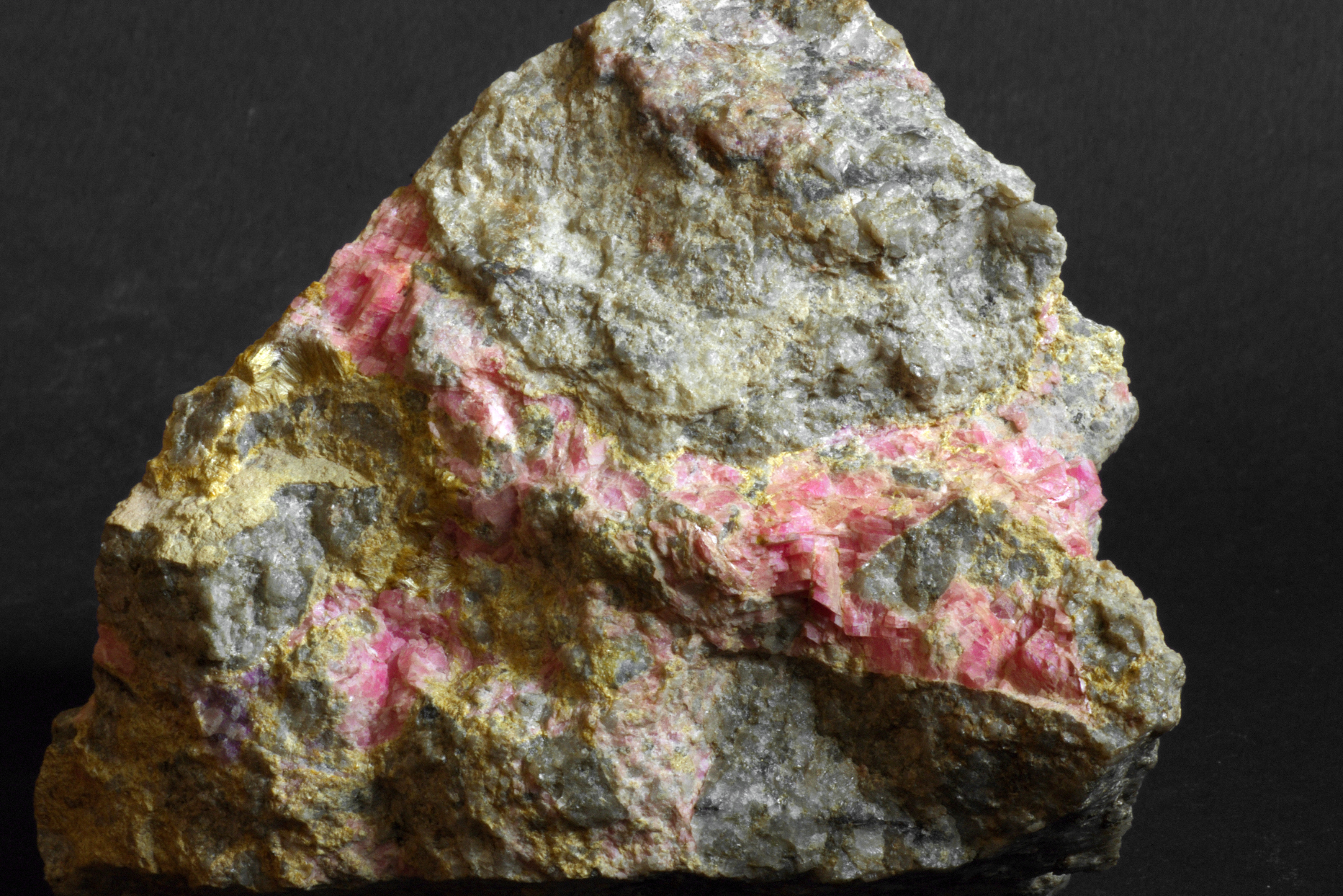
Rodochrozit a karfolit v greisenu

Po skončení druhé světové války byl důl zestátněn na základě dekretu prezidenta Edvarda Beneše ze dne 24. října 1945 o znárodnění dolů.
Došlo k přejmenování na důl Krásno a k podřízení nově založenému národnímu podniku Příbramské rudní doly. Kontinuita těžby z válečných let se prakticky udržela. V 50. letech 20. století došlo k přejmenování dolu Vilém na důl Ďuriš, resp. důl Július Ďuriš, pojmenování po Júliovi Ďurišovi, poválečném ministru zemědělstí. K původnímu názvu důl Vilém se vrátil po sametové revoluci.
Již v průběhu druhé světové války se stal cín a wolfram strategickou surovinou, po válce navíc deficitní surovinou pro celý tzv. východní blok. V roce 1952 byly na ložisku zahájeny nové průzkumné práce Schnödova pně ze 7. a 8. patra dolu Vilém. Ze 7. patra byly v letech 1954–1955 rovněž ověřovány zásoby rud na žilném systému Gellnauer, které byly vyhodnoceny jako nebilanční. Ložiskový průzkum neprokázal dostatečné zásoby, a proto došlo k hledání zásob mimo Schnödův peň. Objektem zájmu se stal Hubský peň, který byl od 2. poloviny 19. století opuštěn. V letech 1955 až 1956 byl ražen překop ze Schnödova do Hubského pně. Průzkumné práce z 2. patra dolu Vilém probíhaly z důvodu průchodu závalovými poli velmi pomalu. Práce skončily neúspěšně pro neznalost topografie starých důlních děl. K odvodnění bylo zvoleno snižování hladiny podzemních vod šachty č. 9 bývalých Jáchymovských dolů, kterou po ukončení těžby uranu v Horním Slavkově převzaly rudé doly v Krásně. V roce 1958 se razil směrem do Hubského pně překop na 3. patře jámy č. 9 Jáchymovských dolů. Výsledek byl obdobný jako při ražbě z dolu Vilém a průzkumné práce byly převedeny na 4. patro jámy Jáchymovských dolů. Dne 9. listopadu 1959 došlo při neobsazené směně k průvalu důlních vod. Vyteklo zhruba 100 tisíc m³ vody. Následky průvalu vod byly odstraňovány až do roku 1961. 
V roce 1968 byla odsouhlasena investiční akce „Otvírka Hubského pně“. V roce 1971 se začala hloubit nová jáma Huber. Hloubení bylo ukončeno v roce 1973. Nadále při tom probíhala těžba Schnödova pně jámou Vilém, a to až do roku 1973. Od roku 1973 byla těžba převedena na 4. patro Hubského pně. S využitím přesýpacích komínů se na povrch dopravovala ruda novou jámou Huber. Ta se stala hlavní těžební jámou, jáma Vilém sloužila již jen jako větrací. Vzhledem ke zjednodušení evidence těžby byly staré i nové provozy přejmenovány na závod Stannum.
Těžba však byla zcela nerentabilní a státem dotována. Po roce 1989 bylo jen otázkou času, kdy bude ukončeno poskytování státních dotací. Těžba v dole Vilém skončila v roce 1991 a následně byly zahájeny likvidační práce. Vhozením symbolického věnce do jámy Huber dne 5. října 1995 byla ukončena historie těžby rud nejen v hornickém revíru Krásno a Horní Slavkov, ale celého podniku Rudné doly Příbram, pod který spadal i důl Vilém v Krásně. Následnou likvidací těžní věže jámy Huber dne 30. listopadu 1995 zanikla zdaleka viditelná dominanta nad Horním Slavkovem a Krásnem. Poslední báňskou prací byla ražba odvodňovací štoly Barbory, která odvádí důlní vody jak z celého uzavřeného závodu Stannum, tak bývalých opuštěných uranových dolů Horní Slavkov.

## Rudy a jejich minerály

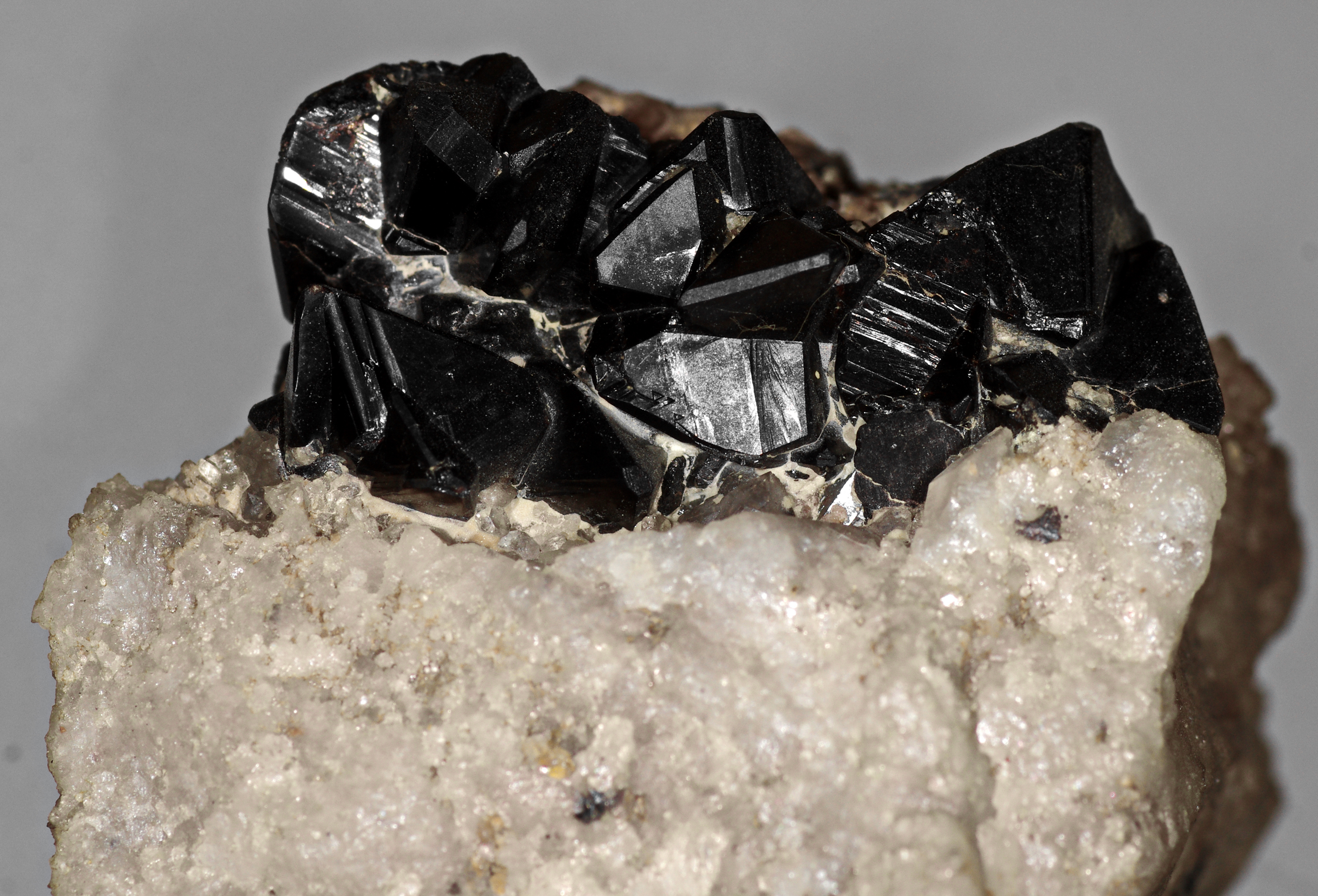
Kasiterit v křemenné žíle

Na ložisku Krásno byl nejdůležitějším a zároveň sběratelsky nejznámějším minerálem kasiterit (SnO2), prakticky jediná ruda cínu. Výskyty dalšího cínonosného minerálu stanninu (Cu2FeSnS4) byly jen zcela sporadické. Kasiterit se vyskytoval v greisenech na Hubském i Schnödově pni. Dalším typem byl kasiterit v křemeni na žilných systémech, především na žíle Gellnauer. Další výskyt kasiteritu byl v podobě tzv. „bonanz“ (rudních hnízd) bochníkovitého tvaru běžně velikých 50 cm. Vyskytovaly se v greisenu a jejich vznik se zatím nepodařilo objasnit.

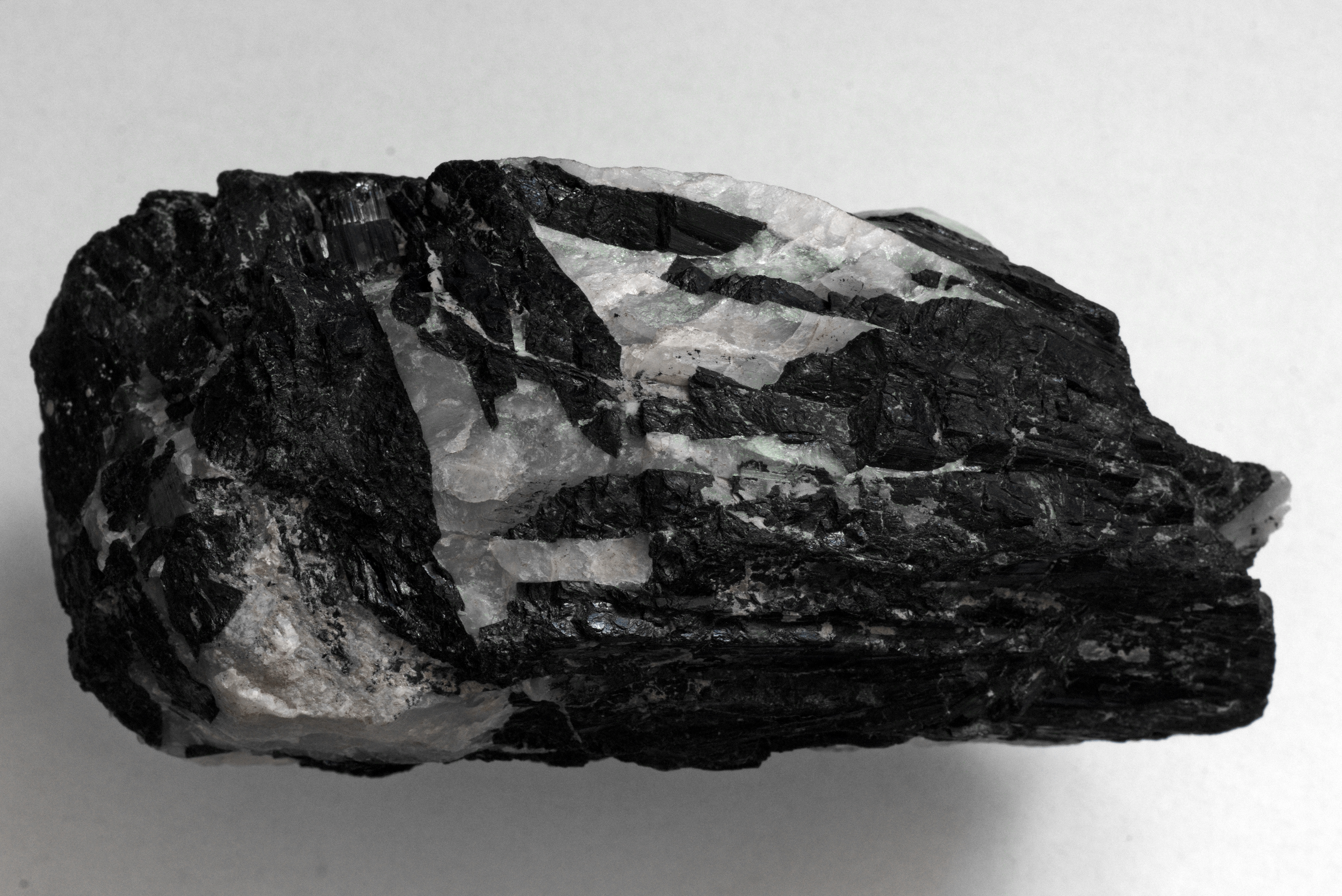
Wolframit s křemenem

Pro důl Vilém měl velký význam minerál wolframit (FeWO4), hlavní ruda wolframu. Jeho výskyt je vázán zejména na křemen, a proto se hojně nacházel na žilném systému Gellnauer. Byl však těžen i ze starých závalových zásob a rovněž získáván z odvalů po těžbě žilného systému Gellnauer. Právě wolframit jako ruda wolframu dal hlavní impulz k otevření dolu Vilém. Zasloužil se o poměrně dlouhou dobu novodobého dobývání rud v Krásně. V dřívějších dobách byl wolframit jako nevyužitelný vyhazován na odvaly. Obtížně tavitelný kov wolfram se začat využívat mnohem později než cín. Uplatnění našel ve zbrojním průmyslu, výrobě rychlořezných ocelí či výrobě žárovkových vláken. Podružný význam měl jako ruda wolframu minerál scheelit (CaWO4). Novodobě se scheelit vyskytoval v podobě drobných zrn v greisenu. U historických krystalů velkých až 10 cm z konce 18. a průběhu 19. století, uložených v mineralogických sbírkách Národního muzea v Praze, není známa jejich lokalizace. Jejich původ je pravděpodobně ze žil systému Gellnauer.
Cínové a wolframové zrudnění bylo doprovázeno rudami mědi, zejména chalkopyritem (CuFeS2). Po hlavních užitkových minerálech kasiteritu a wolframitu byl chalkopyrit nejčastější rudní minerál. Od koncentrátu cínu a wolframu byl oddělován flotací v úpravárenském procesu, neboť měď byla nežádoucí příměsí a zhoršovala výslednou kvalitu vytaveného cínu i wolframu.
V roce 1918 se na staré úpravně dolu Vilém denně vyrábělo 750–900 kg koncentrátu. Kovnatost v součtu kovů Sn a W byla mezi 1,1 až 2,2 %. Wolframový koncentrát měl v průměru 70 až 73 % WO3, cínový koncentrát průměrně 45 až 64 % Sn.